# La Chapelle (Savoie)
La Chapelle is een gemeente in het Franse departement Savoie (regio Auvergne-Rhône-Alpes) en telt 306 inwoners (2005). De gemeente maakt deel uit van het arrondissement Saint-Jean-de-Maurienne.

## Geografie
De oppervlakte van La Chapelle bedraagt 12,6 km², de bevolkingsdichtheid is 24,3 inwoners per km². De plaats ligt in de Maurienne vallei aan de rechteroever van de Arc.
De onderstaande kaart toont de ligging van La Chapelle (Savoie) met de belangrijkste infrastructuur en aangrenzende gemeenten.

## Demografie
Onderstaande figuur toont het verloop van het inwonertal (bron: INSEE-tellingen).

1. ↑  Populations de référence 2022.